# Clown (canção)
Clown (alfabeto grego: Κλόουν) (tradução portuguesa: "Palhaço") foi a canção que representou a Grécia no Festival Eurovisão da Canção 1988, interpretada em grego por  Afroditi Frida. Foi a 14.ª a ser interpretada na noite do evento, a seguir à canção dinamarquesa"Ka' du se hva' jeg sa'?", interpretada pelo duo Kirsten & Søren e antes da canção norueguesa "For vår jord", interpretada por Karoline Krüger. No final, terminou em 17.º lugar, tendo recebido 10 pontos. 

## Autoria
A canção grega tinha letra e música de Dimitris Sakislis e foi orquestrada por Haris Andreadis.

## Letra
A canção é cantada da perspectiva de um palhaço, com Frida expressando a sua alegria por divertir os outros. Ela canta, todavia que "Eu tenho um coração" e faz menção ao fa(c)to de a sua profissão exigir que esteja  sempre divertida, mesmo quando ela não sente.